# Biantes fuscipes
Biantes fuscipes is een hooiwagen uit de familie Biantidae. De wetenschappelijke naam van Biantes fuscipes gaat terug op Thorell.